# Curvelo (gemeente)
Curvelo is een gemeente in de Braziliaanse deelstaat Minas Gerais. De gemeente telt 79.401 inwoners (schatting 2016).

## Aangrenzende gemeenten
De gemeente grenst aan Cordisburgo, Corinto, Felixlândia, Inimutaba, Morro da Garça, Papagaios, Paraopeba, Pompéu, Presidente Juscelino, Santana de Pirapama en Santo Hipólito.